# Episodi di Andi Mack (terza stagione)
La terza stagione di Andi Mack è in onda in prima visione assoluta dal 8 ottobre 2018 negli Stati Uniti su Disney Channel.
| nº | Titolo originale             | Titolo italiano          | Prima TV USA     | Prima TV Italia |
| -- | ---------------------------- | ------------------------ | ---------------- | --------------- |
| 1  | The Boys Are Back            |                          | 8 ottobre 2018   |                 |
| 2  | Howling at the Moon Festival |                          | 15 ottobre 2018  |                 |
| 3  | It's a Dilemna               | È un dilemma             | 22 ottobre 2018  |                 |
| 4  | Hole in the Wall             | Il buco nella parete     | 2 novembre 2018  |                 |
| 5  | That Syncing Feeling         | In sintonia              | 9 novembre 2018  |                 |
| 6  | Cookie Monster               | L'uragano Cookie         | 16 novembre 2018 |                 |
| 7  | The New Girls                |                          | 30 novembre 2018 |                 |
| 8  | I Got Your Number            | Ho preso il tuo numero   | 18 gennaio 2019  |                 |
| 9  | Secret Society               | La società segreta       | 25 gennaio 2019  |                 |
| 10 | The Quacks                   | I Quack                  | 1º febbraio 2019 |                 |
| 11 | One in a Minyan              | Il mio Minyan            | 8 febbraio 2019  |                 |
| 12 | The Ex Factor                | Il fattore ex            | 22 febbraio 2019 |                 |
| 13 | Mount Rushmore or Less       | Il giorno in maschera    | 1º marzo 2019    |                 |
| 14 | Hammer Time                  | La gabbia della rabbia   | 21 giugno 2019   |                 |
| 15 | Unloading Zone               | Un mercatino speciale    | 21 giugno 2019   |                 |
| 16 | One Girl's Trash             | Contro gli stereotipi    | 28 giugno 2019   |                 |
| 17 | Arts and Inhumanities        | Arte e crudeltà          | 5 luglio 2019    |                 |
| 18 | Something to Talk A-Boot     | Un piede che fa parlare  | 12 luglio 2019   |                 |
| 19 | A Moving Day                 | Una giornata movimentata | 19 luglio 2019   |                 |
| 20 | We Were Here                 | Noi siamo qui            | 26 luglio 2019   |                 |